# Кросс-Нігерські перехідні ліси
Кросс-Нігерські перехідні ліси (ідентифікатор WWF: AT0106) — афротропічний екорегіон тропічних та субтропічних вологих широколистяних лісів, розташований на південному сході Нігерії.

## Географія
Екорегіон Кросс-Нігерських перехідних лісів охоплює території нігерійських штатів Абія, Аква-Ібом, Анамбра, Ебоньї та Імо, розташованих на південному сході країни. Північно-західною межею регіону є річка Нігер, за якою починаються рівнинні ліси Нігерії. В дельті Нігеру, на захід від регіону, поширені заболочені ліси дельти Нігеру. На північ від регіону поширені гвінейські лісосавани, а на південь від нього, на узбережжі Гвінейської затоки, — центральноафриканські мангри. Східною межею регіону є річка Кросс, за якою починаються Кросс-Санаго-Біокські прибережні ліси.
Рельєф регіону переважно рівнинний, на півночі більш горбистий. З геологічної точки зору на півночі регіону переважають верхньокрейдові породи, а на півдні — третинні осадові породи, зокрема сланці та пісковики. Основними ґрунтами регіону є червоні, червоно-жовті або жовті фералітні ґрунти. Окрім річок Нігер та Кросс, в межах екорегіону також протікають річки Імо та Ква-Ібо.

## Клімат
В межах екорегіону переважає мусонний клімат (Am за класифікацією кліматів Кеппена). Середньорічна кількість опадів є вищою, ніж в регіоні рівнинних лісів Нігерії. В прибережних районах вона становить 2000-2500 мм, північніше — 1500-2000 мм, на крайньому півночі регіону — 1250-1500 мм. Сухий сезон триває протягом трьох місяців, з грудня по лютий.

## Флора і фауна
Раніше в екорегіоні були поширені різні лісові угруповання, розподіл яких залежав від клімату. Як і в регіоні рівнинних лісів Нігерії, на півдні екорегіону зустрічалися дощові ліси, північніше — мішані листопадні ліси, а на крайній півночі — лісопарк. Визначною рисою Кросс-Нігерських перехідних лісів є присутність в них як верхньогвінейських, так і нижньогвінейських видів.
У лісах, що росли у більш посушливій північній частині регіону, переважали дерева з родин Стеркулієві (Sterculiaceae), Шовковицеві (Moraceae) та Ільмові (Ulmaceae), зокрема різні види колових дерев (Cola spp.), птеригот (Pterygota spp.), тропічних каштанів (Sterculia spp.), фікусів (Ficus spp.) та каркасів (Celtis spp.), а також африканські чорні горіхи (Mansonia altissima), дерева котібе (Nesogordonia papaverifera), твердосмолисті тріплохітони (Triplochiton scleroxylon), африканські анчари (Antiaris toxicaria subsp. africana), африканські тикові дерева (Milicia excelsa) та великі голоптелії (Holoptelea grandis). У більш вологих лісах на півдні регіону переважали представники родин Бобові (Fabaceae) та Мелієві (Meliaceae), зокрема різні види брахістегій (Brachystegia spp.), ентандрофрагм (Entandrophragma spp.) та гуарей (Guarea spp.), а також габонські цилікодіскуси (Cylicodiscus gabunensis), бальзамові пріорії (Prioria balsamifera), африканські зеленосердечники (Piptadeniastrum africanum), івуарійські хаї (Khaya ivorensis) та конголезькі горіхи (Lovoa trichilioides).
В лісовому заповіднику Маму, розташованому на півночі екорегіону, лісовий намет складають велетенські коли (Cola gigantea), ланнеї Вельвіча (Lannea welwitschii), африканські ріцинодендрони (Ricinodendron heudelotii) та пишні терміналії (Terminalia superba). Подекуди в лісі трапляються емерджентні дерева, висота крон яких є помітно більшою за висоту навколишніх дерев. Такими визначними деревами в лісі Маму є бавовняні дерева (Ceiba pentandra) та африканські тикові дерева (Milicia excelsa). В середньому ярусі лісу переважають олійні пальми (Elaeis guineensis). В заболоченому лісі в долині річки Маму поширені різні види рафій (Raphia spp.), черешчаті мітрагіни (Mitragyna stipulosa), кулясті симфонії (Symphonia globulifera) та інші пальми, а в більш сухих місцевостях — африканські несправжні фікуси (Trilepisium madagascariense) та різновид альбіції Albizia zygia.
Наразі переважно частина лісів регіону знищена внаслідок пожеж та розчистки. Подібно до інших інтенсивно освоюваних лісових територій Африки, ландшафт регіону представлений мозаїкою сільськогосподарських угідь, деградованих залишків лісу, високих трав та вторинних заростей. Регулярні пожежі, що сплалахують в регіоні, сприяють росту трав і вогнетривких, витривалих порід дерев. Серед поширених в регіоні трав слід відзначити Andropogon gayanus, Andropogon schirensis та Andropogon tectorum, а серед поширених дерев — африканське кремове яблуко (Annona senegalensis), африканське червоне дерево (Afzelia africana) та африканську віялову пальму (Borassus aethiopum).
Невеликі ізольовані анклави заповідних лісів регіону є домом для таких тварин, як мавпа Склейтера (Cercopithecus sclateri) та чубатий хамелеон (Trioceros cristatus). Починаючи з 1940-х років великі ссавці в регіоні зникли, і зараз у ньому залишилося так мало диких тварин, що навіть кажанів і жаб тепер ловлять у пастки та їдять. Місцеві популяції тварин, що залишилися, обмежені вузькими смугами галерейних лісів, однак їм продовжують загрожувати мисливці та лісоруби.
Загалом екорегіон характеризується низьким рівнем ендемізму, як серед флори, так і серед фауни.

## Збереження
Археологічні дані свідчать про те, що висока густота населення не є нещодавнім явищем у цьому екорегіоні. Ще у IX столітті н.е. антропогенний тиск в регіоні був значним. У колоніальні часи рівень вирубки лісів уже прогресував до такого ступеня, що лісозаготівельні компанії не проявляли особливого інтересу до цього екорегіону, а департаменти лісового господарства мало зробили для створення лісових заповідників.
Оцінка 2017 року показала, що 536 км², або 3 % екорегіону, є заповідними територіями. Великі природоохоронні території в регіоні відсутні, хоча є ряд лісових заповідників: Анамбра (194 км²), Маму (70 км²), Осомарі (115 км²), Акпака (296 км²) та Стаббс-Крік (близько 80 км²). Більшість з цих лісів, однак, представляють собою плантації екзотичних порід дерев. Інші незаймані ділянки лісу збереглися у вигляді священних гаїв, захищених традиційними правилами, які перешкоджають експлуатації їх людьми. На жаль, традиційні вірування занепадають, а це означає, що захист флори та фауни цього екорегіону шляхом збереження священних гаїв унеможливлюється. Іншою можливістю збереження природи регіону є захист решток галерейних лісів. На жаль, це також важко не лише через стрічкоподібну форму лісів, але й через те, що вони проходять через багато різних місцевих громад, що робить координацію будь-яких зусиль зі збереження надзвичайно складною.